# Preben Larsen
Preben Kaj Larsen (7. september 1922, København – 12. november 1965, Esbjerg) var en dansk atlet, maskinarbejder og jazzmusiker (saxofonist og orkesterleder). Han var medlem af Helsingør IF (-1945 og 1955-), Aalborg FF 1946-50 og Københavns IF (1951-1953). fra 1943 og ti år frem, var fast mand på det danske landshold.
Preben Larsen er opvokset i Helsingør og allerede som dreng afslørede han i skolen store evner som springer. Efter hans indmeldelse i HIF sås det hurtigt, at han havde et springtalent af de helt store, og i 1940, da han var 18 år, begyndte resultaterne at komme. I højdespring vandt han flere SM-titler samt DM i 1941 og 1944, og med 1,82, 1,83 og 1,85 holdt han i flere omgange den sjællandske rekord. Stangspring deltog han også i, og her kom han op på 3,70 og vandt to gange SM. Hans personlige rekord i længdespring som lyder på 7,14, hvilket var sjællandsk rekord, satte han i 1945.
Det var trespring som var hans bedste øvelse, hans personlige rekord på 15,03, hvilket var dansk rekord er fra 1948. Resultatet blev opnået i Göteborg kort før OL i London, hvor han blev nummer fire. Samme år var han nummer otte i trespring på tidskriftet Track and Field News' ranglister. Ved OL 1952 blev han nummer 13 i trespring. Han deltog i Europa mesterskaberne 1950 og blev nummer otte i trespring. Han vandt 21 danske mesterskaber; to i højdespring, syv i længdespring og tolv i trespring.

## Danske mesterskaber
- Højdespring: 1941 og 1944
- Længdespring: 1943-1945, 1947-1948 og 1951-1953
- Trespring: 1942, 1944-1953 og 1955

## Danske rekorder
- Trespring: 14,60 Odense Atletikstadion 11. august 1944
- Trespring: 14,90 Stockholm Stadion, Sverige 12. juli 1945
- Trespring: 15,03 Göteborg, Sverige 20. juni 1948